# جون الكسندر (سياسي)
جون الكسندر (بالإنجليزية: John Alexander)‏ هو محامي وسياسي أمريكي، ولد في 16 أبريل 1777 في الولايات المتحدة، وتوفي في 28 يونيو 1848 في الولايات المتحدة. حزبياً، نشط في الحزب الجمهوري الديمقراطي. وقد انتخب عضو مجلس النواب الأمريكي.